# Les Vies (Rivert)
Les Vies és un paratge del terme municipal de Conca de Dalt, a l'antic terme de Toralla i Serradell, al Pallars Jussà, en territori del poble de Rivert.
Està situat al sud-est de Rivert, a l'esquerra del barranc de Rivert. És a llevant de Plantades, a ponent d'Escadolles, al nord de la Cabana del Teixidor i a migdia del Corral de la Via.